# Gatore
Gatore (Kinyarwanda Umurenge wa Gatore) ist einer von 12 Sektoren im Distrikt Kirehe in der Ostprovinz von Ruanda.

## Geographie
Gatore hat eine Fläche von 64,0 km² und liegt auf einer Höhe von etwa 1460 m. Der Sektor unterteilt sich in die sechs Zellen Curazo, Cyunuzu, Muganza, Nyamiryango, Rwabutazi und Rwantonde. Nachbarsektoren sind im Nordosten Kirehe, im Osten Musaza, im Südwesten Gahara, im Westen Mutenderi und im Nordwesten Murama.

## Bevölkerung
Zur Volkszählung von 2022 betrug die Einwohnerzahl 31.687. Zehn Jahre zuvor waren es 26.923, was einem jährlichen Bevölkerungszuwachs von 1,6 Prozent zwischen 2012 und 2022 entspricht.

## Verkehr
Durch den Norden des Sektors verläuft in Ost-West-Richtung die Nationalstraße 4.